# Hypogeum

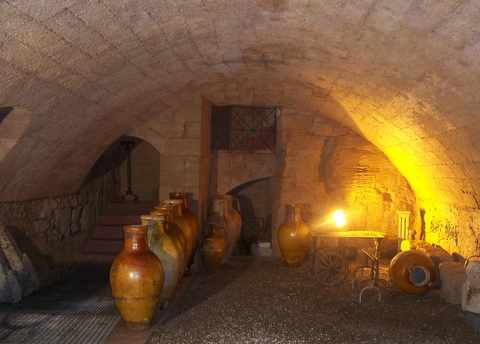
Hypogeum i Taranto i södra Italien.

Hypogeum, av grekiskans ὑπό, "under", och γῆ, "jord", avser en underjordisk begravningsplats. Herodotos använder benämningen för att beskriva underjordiska gravkammare. 